# Сычугова, Вера Викторовна
Вера Викторовна Сычугова (в девичестве Зайцева; род. 12 июня 1963 или 8 апреля 1963) — советская и российская легкоатлетка, специалистка по спринтерскому бегу. Выступала за сборные СССР и России по лёгкой атлетике в конце 1980-х — начале 1990-х годов, обладательница серебряной медали чемпионата мира, многократная победительница и призёрка первенств национального значения. Представляла Свердловскую область.

## Биография
Вера Зайцева родилась 16 октября 1963 года. Занималась лёгкой атлетикой в Свердловске.
Впервые заявила о себе в лёгкой атлетике на всесоюзном уровне в сезоне 1986 года, когда на IX летней Спартакиаде народов СССР в Ташкенте в составе команды РСФСР выиграла бронзовую медаль в эстафете 4 × 400 метров.
В 1988 году на чемпионате СССР в Таллине стала серебряной призёркой в эстафете 4 × 400 метров, в то время как в индивидуальном беге на 400 метров установила свой личный рекорд — 51,64 секунды.
После распада Советского Союза представляла Россию. Так, на зимнем чемпионате России 1992 года в Волгограде стала второй в беге на 200 метров, уступив только Елене Рузиной из Воронежской области, и одержала победу в беге на 400 метров.
Попав в основной состав российской национальной сборной, выступила на Кубке Европы в Риме, где вместе с соотечественницами Еленой Голешевой, Еленой Рузиной и Татьяной Алексеевой победила в эстафете 4 × 400 метров. На последовавшем чемпионате мира в Штутгарте завоевала серебряную медаль в той же дисциплине (стартовала здесь исключительно в предварительном квалификационном забеге).
В 1994 году на чемпионате России в Санкт-Петербурге вместе с командой Свердловской области выиграла эстафеты 4 × 100 и 4 × 400 метров. Принимала участие в Кубке Европы в Бирмингеме, где в эстафете 4 × 400 метров стала третьей.